# Temple (nome)
Temple  è un nome proprio di persona inglese maschile e femminile.

## Origine e diffusione
Si tratta di un nome di scarsa diffusione, tratto dall'omonimo cognome inglese che denotava, in origine, una persona associata ai Cavalieri Templari, oppure che abitava presso un tempio.

## Onomastico
Il nome è adespota, cioè non è portato da alcun santo; l'onomastico ricorre pertanto il 1º novembre, giorno di Ognissanti.

## Persone

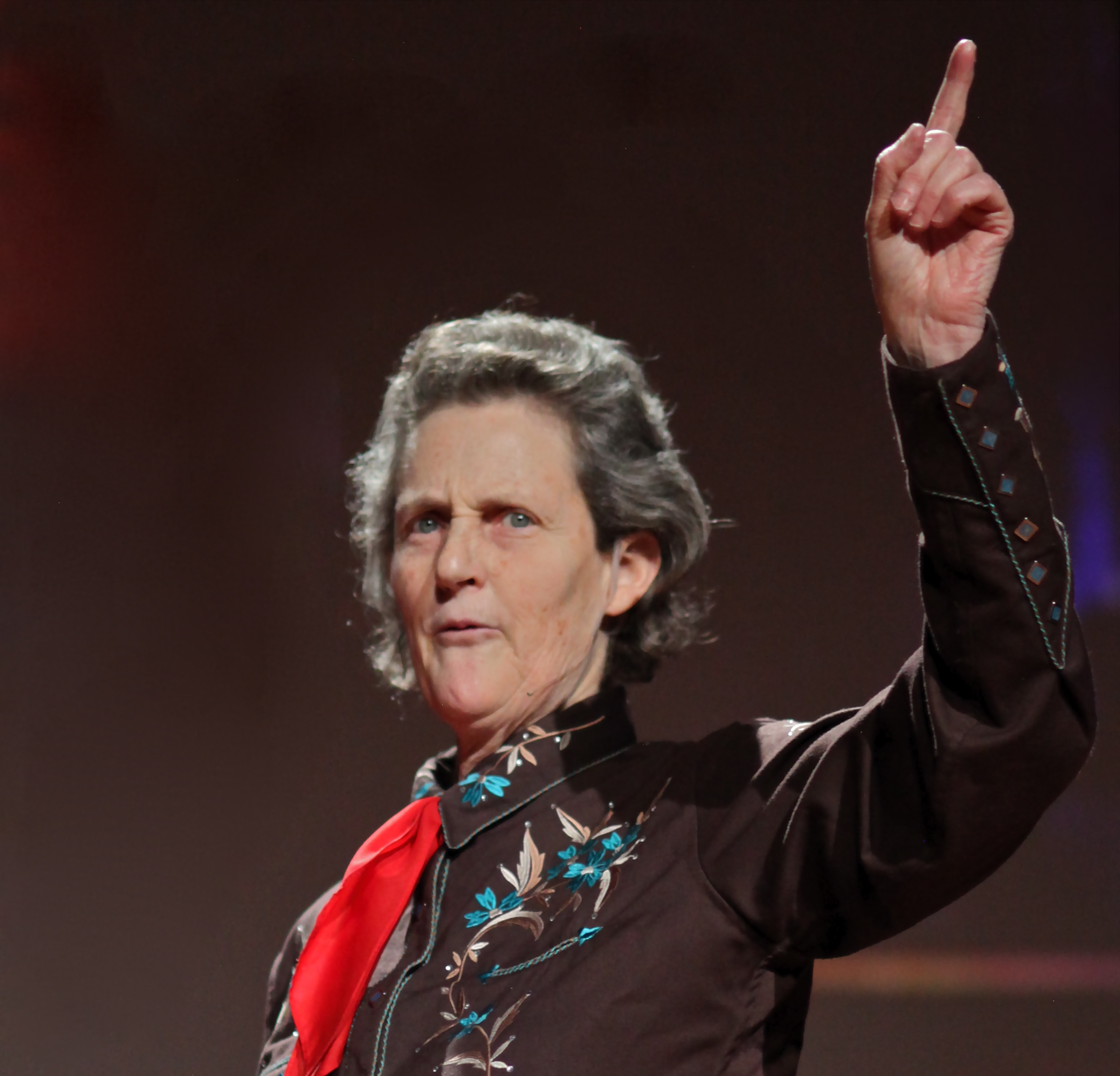
Temple Grandin

### Femminile
- Temple Grandin, insegnante e attivista statunitense

### Maschile
- Temple Chevallier, astronomo, matematico e sacerdote inglese
- Temple Fay, neurologo statunitense

## Il nome nelle arti
- Temple è un personaggio della serie animata Temple e Tam-Tam.
- Temple Drake è un personaggio del romanzo di William Faulkner Santuario, e del film del 1933 da esso tratto Perdizione, diretto da Stephen Roberts.
- Temple Fugate è un personaggio dei fumetti DC Comics.
- Temple Gault è un personaggio della serie di romanzi di Kay Scarpetta, scritti da Patricia Cornwell.